# Copa Felix Bogado 1977
Copa Felix Bogado 1977 - turniej towarzyski o Puchar Felix Bogado 1977 między reprezentacjami Paragwaju i Argentyny rozegrano po raz drugi w 1977 roku.

## Mecze
| 24 sierpnia Buenos Aires |  | Argentyna | 2 | - | 1 | Paragwaj |

| 31 sierpnia Asunción |  | Paragwaj | 2 | - | 0, karne: 3:1 | Argentyna |

## Końcowa tabela
| M | Reprezentacja | L.m. | Zw. | Rem. | Por. | Bramki | R.br. | Pkt |
| 1 | Paragwaj      | 2    | 1   | 0    | 1    | 3:2    | +1    | 2   |
| 2 | Argentyna     | 2    | 1   | 0    | 1    | 2:3    | -1    | 2   |

Triumfatorem turnieju Copa Felix Bogado 1977 został zespół Paragwaju.